# Joe Mather
Pour les articles homonymes, voir Mather.
Joseph Paul Mather, né le 23 juillet 1982 à Sandpoint (Idaho) aux États-Unis, est un joueur de champ extérieur évoluant en Ligue majeure de baseball depuis la saison 2008.

## Carrière

### Cardinals de Saint-Louis
Après des études secondaires à la Mountain Pointe High School de Phoenix (Arizona), Joe Mather est drafté le 5 juin 2001 par les Cardinals de Saint-Louis au troisième tour de sélection. Il perçoit un bonus de 375 000 dollars à la signature de son premier contrat professionnel le 30 juin 2001. 
Mather dispute son premier match en Ligue majeure avec les Cardinals le 30 mai 2008. Il obtient à cette occasion son premier coup sûr en carrière face au lanceur Tyler Yates des Pirates de Pittsburgh.
Le 5 juin 2008 à Washington, Mather claque son premier coup de circuit dans les grandes ligues, aux dépens de Brian Sanches, des Nationals.
Mather complète sa première année avec une moyenne au bâton de ,241 en 54 parties avec les Cards. Il frappe huit circuits et totalise 18 points produits.
Après une saison 2009 entièrement passée en ligue mineure, Mather revient chez les Cardinals en 2010. Il dispute 36 parties mais ne frappe que pour ,217 avec 13 coups sûrs et à peine trois points produits.

### Braves d'Atlanta
Le voltigeur des Cardinals est réclamé au ballottage par les Braves d'Atlanta le 3 novembre 2010. Le 23 juin 2011, il devient agent libre après avoir été retranché par les Braves. Il rejoint les Rockies du Colorado mais n'est assigné qu'en ligue mineure avec le club-école de Colorado Springs.

### Cubs de Chicago
Le 4 janvier 2012, il signe un contrat des ligues mineures avec les Cubs de Chicago. Il dispute 103 parties avec le club, de loin son plus grand nombre en une saison depuis son entrée dans les majeures. Il frappe 5 circuits, récolte 19 points produits et sa moyenne au bâton s'élève à ,209.
Invité par les Phillies de Philadelphie à l'entraînement de printemps 2013, il est libéré par le club le 9 mars.

## Statistiques
| Saison | Équipe      | G  | AB  | R  | H  | 2B | 3B | HR | RBI | SB | BA   |
| ------ | ----------- | -- | --- | -- | -- | -- | -- | -- | --- | -- | ---- |
| 2008   | Saint-Louis | 54 | 133 | 20 | 32 | 7  | 0  | 8  | 18  | 1  | .241 |
| 2010   | Saint-Louis | 36 | 60  | 7  | 13 | 4  | 0  | 0  | 3   | 1  | .217 |
| Totaux | Totaux      | 90 | 193 | 27 | 45 | 11 | 0  | 8  | 21  | 2  | .233 |

Note : G = Matches joués ; AB = Passages au bâton; R = Points ; H = Coups sûrs ; 2B = Doubles ; 3B = Triples ; 
HR = Coup de circuit ; RBI = Points produits ; SB = Buts volés ; BA = Moyenne au bâton.